# Presidenti dello Storting
La carica di presidente dello Storting (il parlamento norvegese) fu creata nel 1814.

## Elenco dei presidenti dello Storting
| Mandato         | Presidente | Partito                                    |
| --------------- | --- | ------------------------------------------ |
| Eidsvold (1814) | Georg Sverdrup, Christian Magnus Falsen, Christian A. Diriks, Jens S. Fabricius, Diderik Hegermann, Peder Anker | non disponibile                            |
| 1814            | Wilhelm F. K. Christie, Christian A. Diriks                                                                     | non disponibile                            |
| 1815–1816       | Wilhelm F. K. Christie                                                                                          | non disponibile                            |
| 1818            | Valentin C. W. Sibbern, Wilhelm F. K. Christie, Georg Sverdrup                                                  | non disponibile                            |
| 1821            | Ingelbrecht Knudssøn, Carsten Tank, Christian Magnus Falsen, Andreas Arntzen, Valentin C. W. Sibbern            | non disponibile                            |
| 1822            | Carl Valentin Falsen, Valentin C. W. Sibbern                                                                    | non disponibile                            |
| 1824            | Herman Wedel Jarlsberg, Christian Krohg, Georg Sverdrup, Valentin C. W. Sibbern                                 | non disponibile                            |
| 1827            | Niels Stockfleth Schultz, Lauritz Weidemann, J. C. Herman Wedel Jarlsberg, Christian Krohg                      | non disponibile                            |
| 1828            | Herman Wedel Jarlsberg                                                                                          | non disponibile                            |
| 1830            | Hans Riddervold, Søren A. W. Sørenssen, Niels Arntzen Sem, J. C. Herman Wedel Jarlsberg, Carl Valentin Falsen   | non disponibile                            |
| 1833            | Søren A. W. Sørenssen, Carl Valentin Falsen, Hans Riddervold                                                    | non disponibile                            |
| 1836            | Hans Riddervold, Søren A. W. Sørenssen                                                                          | non disponibile                            |
| 1836–1837       | Johan Henrik Rye, Søren A. W. Sørenssen                                                                         | non disponibile                            |
| 1839            | Hans Riddervold, Søren A. W. Sørenssen                                                                          | non disponibile                            |
| 1842            | Hans Riddervold, Søren A. W. Sørenssen                                                                          | non disponibile                            |
| 1845            | Niels Arntzen Sem, Søren A. W. Sørenssen, Carl Valentin Falsen                                                  | non disponibile                            |
| 1848            | Halvor Olaus Christensen, Georg Prahl Harbitz, Hans Riddervold, Carl Valentin Falsen                            | non disponibile                            |
| 1851            | Hans Jørgen C. Aall, Georg Prahl Harbitz                                                                        | non disponibile                            |
| 1854            | Hans Jørgen C. Aall, Georg Prahl Harbitz                                                                        | non disponibile                            |
| 1857            | Ulrik Motzfeldt, Georg Prahl Harbitz                                                                            | non disponibile                            |
| 1858            | Ulrik Motzfeldt, Georg Prahl Harbitz                                                                            | non disponibile                            |
| 1859–1860       | Hans Jørgen C. Aall, Georg Prahl Harbitz                                                                        | non disponibile                            |
| 1862–1863       | Hans Jørgen C. Aall, Georg Prahl Harbitz                                                                        | non disponibile                            |
| 1864            | Georg Prahl Harbitz                                                                                             | non disponibile                            |
| 1865–1866       | Nils Vogt, Georg Prahl Harbitz                                                                                  | non disponibile                            |
| 1868–1869       | Hans Jørgen C. Aall, Georg Prahl Harbitz                                                                        | non disponibile                            |
| 1871–1873       | P. Daniel B. W. Kildal, Johan Sverdrup                                                                          | non disponibile                            |
| 1874–1876       | Bernhard L. Essendrop, Johan Sverdrup                                                                           | non disponibile                            |
| 1877–1879       | Bernhard L. Essendrop, Johan Sverdrup                                                                           | non disponibile                            |
| 1880–1882       | Johannes Steen, Johan Sverdrup; Bernhard L. Essendrop                                                           | non disponibile                            |
| 1882            | Johannes Steen                                                                                                  | non disponibile                            |
| 1883–1885       | Johannes Steen, Johan Sverdrup                                                                                  | non disponibile                            |
| 1886–1888       | Wollert Konow (SB), Sivert A. Nielsen, Johannes Steen                                                           | Venstre                                    |
| 1889–1891       | Thomas Cathinco Bang, Sivert A. Nielsen, Olaus Olsen Eskeland, Emil Stang                                       | n/a Venstre Liberale Moderato Conservative |
| 1892–1894       | Viggo Ullmann, Sivert A. Nielsen                                                                                | Venstre                                    |
| 1895–1897       | Viggo Ullmann, Sivert A. Nielsen, Johannes Steen                                                                | Venstre                                    |
| 1898–1900       | Viggo Ullmann, Carl Berner, Johannes Steen                                                                      | Venstre                                    |
| 1900–1903       | Edvard A. Liljedahl, Carl Berner                                                                                | Venstre                                    |
| 1903–1906       | Carl Berner, Johan H. P. Thorne, Francis Hagerup                                                                | Venstre Høyre                              |
| 1906–1909       | Edvard A. Liljedahl, Gunnar Knudsen, Carl Berner                                                                | Venstre                                    |
| 1910–1912       | Magnus Halvorsen, Wollert Konow, Jens K. M. Bratlie                                                             | Venstre Høyre                              |
| 1913–1915       | Søren Tobias Årstad, Jørgen Løvland, Gunnar Knudsen                                                             | Venstre                                    |
| 1916–1918       | Ivar Petterson Tveiten, Martin Olsen Nalum, Johan Ludwig Mowinckel                                              | Venstre                                    |
| 1919–1921       | Gunnar Knudsen, Ivar Lykke, Anders Buen, Ivar Petterson Tveiten, Otto B. Halvorsen                              | Venstre Høyre Laburista Venstre Høyre      |
| 1922–1924       | Ivar Lykke, Otto B. Halvorsen                                                                                   | Høyre                                      |
| 1925–1927       | Carl Joachim Hambro, Gunder A. J. Jahren, Ivar Lykke                                                            | Høyre                                      |
| 1928–1930       | Carl Joachim Hambro                                                                                             | Høyre                                      |
| 1931–1933       | Carl Joachim Hambro                                                                                             | Høyre                                      |
| 1934–1936       | Carl Joachim Hambro, Johan Nygaardsvold                                                                         | Høyre Laburista                            |
| 1937–1940       | Carl Joachim Hambro                                                                                             | Høyre                                      |
| 1940–1945       | annullato | Occupazione della Norvegia                 |
| 1945            | Carl Joachim Hambro                                                                                             | Høyre                                      |
| 1945–1949       | Gustav Natvig-Pedersen, Fredrik Monsen                                                                          | Laburista                                  |
| 1949–1953       | Gustav Natvig-Pedersen                                                                                          | Laburista                                  |
| 1953–1957       | Oscar Torp, Einar Gerhardsen                                                                                    | Laburista                                  |
| 1958–1961       | Nils Langhelle, Oscar Torp                                                                                      | Laburista                                  |
| 1961–1965       | Nils Langhelle                                                                                                  | Laburista                                  |
| 1965–1972       | Bernt Ingvaldsen                                                                                                | Høyre                                      |
| 1972–1973       | Leif Granli | Laburista                                  |
| 1973–1981       | Guttorm Hansen                                                                                                  | Laburista                                  |
| 1981–1985       | Per Hysing-Dahl                                                                                                 | Høyre                                      |
| 1985–1989       | Jo Benkow | Høyre                                      |
| 1989–1993       | Jo Benkow | Høyre                                      |
| 1993–1997       | Kirsti Kolle Grøndahl                                                                                           | Laburista                                  |
| 1997–2001       | Kirsti Kolle Grøndahl                                                                                           | Laburista                                  |
| 2001–2005       | Jørgen Kosmo | Laburista                                  |
| 2005–2009       | Torbjørn Jagland                                                                                                | Laburista                                  |
| 2009–2013       | Dag Terje Andersen                                                                                              | Laburista                                  |
| 2013–2018       | Olemic Thommessen                                                                                               | Høyre                                      |
| 2018–2021       | Tone W. Trøen                                                                                                   | Høyre                                      |
| 2021–in carica  | Eva Kristin Hansen                                                                                              | Laburista                                  |